# 科利马
科利马位于墨西哥西部太平洋畔，是科利马州的首府。